# Bawół II
Bawół II – polski herb szlachecki nadany w Królestwie Polskim.

## Opis herbu
Na tarczy czterodzielnej w krzyż w polach I i IV srebrnych bawół czarny, w II i III czerwonym krzyż łaciński srebrny. W klejnocie nad hełmem w koronie pół bawołu czarnego. Pod tarczą łacińska dewiza: Deum cole, regem serva (Boga czcij, państwu służ).

## Historia herbu
Herb nadany w 14 stycznia 1839 roku Janowi i Teodorowi Wołowskim.

## Herbowni
Wołowski.